# La Grande Béroche
La Grande Béroche är en kommun i kantonen Neuchâtel, Schweiz. Kommunen har 9 082 invånare (2023).
Kommunen bildades den 1 januari 2018 genom en sammanslagning av kommunerna Bevaix, Fresens, Gorgier, Montalchez, Saint-Aubin-Sauges och Vaumarcus. I kommunen finns även orterna Chez-le-Bart och Vernéaz.
La Grande Béroche ligger mellan Neuchâtelsjön och Jurabergen.